# Olympische Sommerspiele 2024/Wasserspringen – 3 m Synchronspringen (Männer)
Das 3-m-Synchronspringen der Männer bei den Olympischen Spielen 2024 in Paris wurde am 2. August im Centre Aquatique Olympique ausgetragen.

## Ergebnisse
| Rang | Athleten                         | Nation             | 1. Sprung | 2. Sprung | 3. Sprung | 4. Sprung | 5. Sprung | 6. Sprung | Gesamt |
| ---- | -------------------------------- | ------------------ | --------- | --------- | --------- | --------- | --------- | --------- | ------ |
| 1    | Long Daoyi Wang Zongyuan         | China              | 54,60     | 52,80     | 79,56     | 77,70     | 85,68     | 95,76     | 446,10 |
| 2    | Juan Celaya Osmar Olvera         | Mexiko             | 49,80     | 46,80     | 82,62     | 85,69     | 84,36     | 94,77     | 444,03 |
| 3    | Anthony Harding Jack Laugher     | Großbritannien     | 49,80     | 49,20     | 82,62     | 76,50     | 85,41     | 94,62     | 438,15 |
| 4    | Lorenzo Marsaglia Giovanni Tocci | Italien            | 50,40     | 48,00     | 73,47     | 82,62     | 74,46     | 74,10     | 403,05 |
| 5    | Jules Bouyer Alexis Jandard      | Frankreich         | 47,40     | 47,40     | 69,36     | 60,42     | 77,52     | 67,20     | 369,30 |
| 6    | Adrián Abadía Nicolás García     | Spanien            | 47,40     | 45,00     | 64,80     | 69,75     | 72,45     | 62,22     | 361,62 |
| 7    | Oleh Kolodij Danylo Konowalow    | Ukraine            | 47,40     | 43,80     | 58,14     | 67,89     | 62,70     | 68,34     | 348,27 |
| 8    | Tyler Downs Greg Duncan          | Vereinigte Staaten | 49,80     | 48,60     | 37,74     | 72,42     | 64,05     | 73,47     | 346,08 |